# 上茨維斯勒山

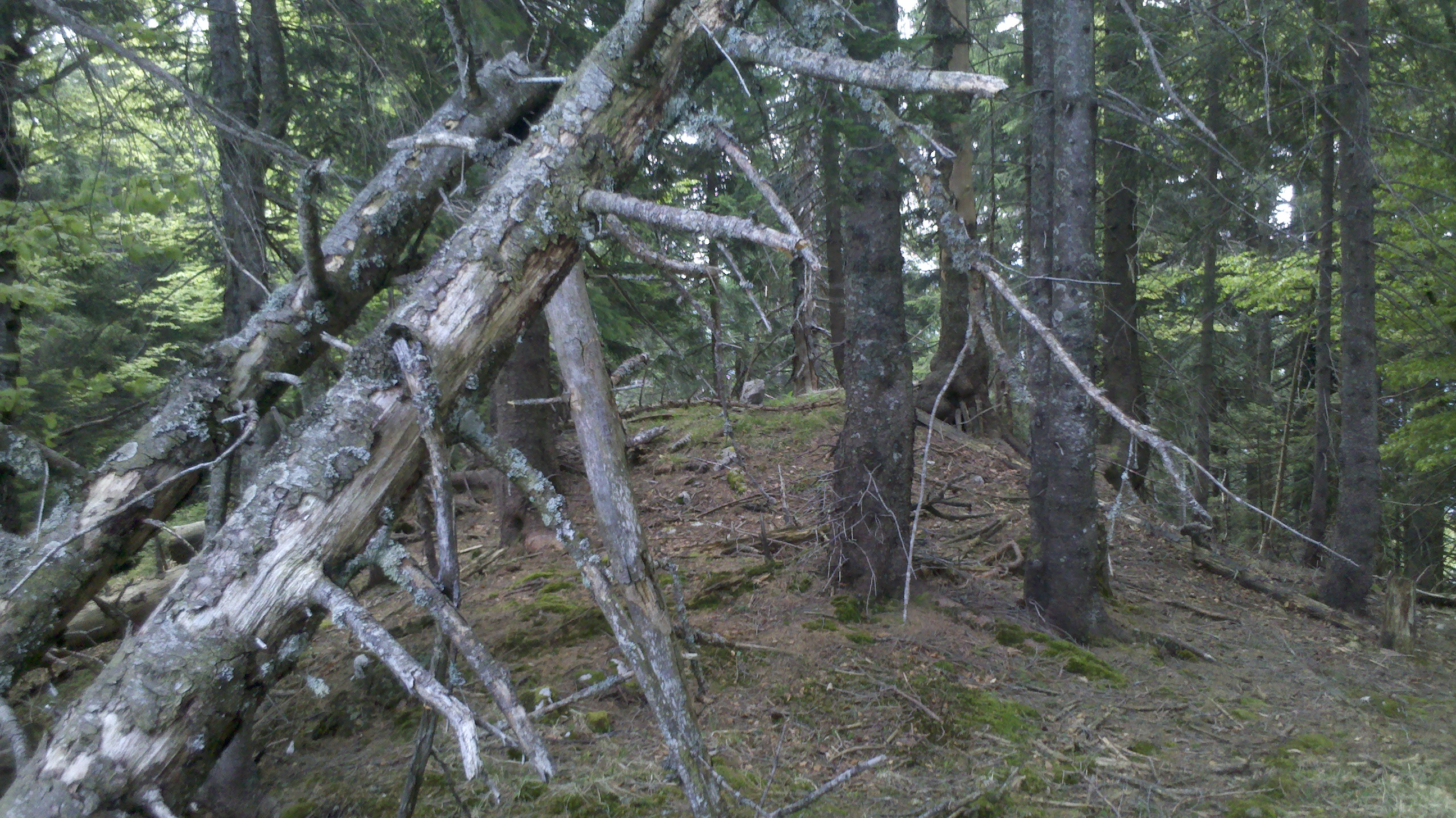

47°36′02″N 11°32′23″E / 47.60062°N 11.53981°E
上茨維斯勒山（德語：Hoher Zwiesler），是德國的山峰，位於該國東南部，由巴伐利亞負責管轄，屬於巴伐利亞前阿爾卑斯山脈的一部分，海拔高度1,376米，每年平均降雨量1,764毫米。